# (6174) Polybius
(6174) Polybius ist ein Asteroid des äußeren Hauptgürtels, der am 4. Oktober 1983 von dem US-amerikanischen Astronomen Norman G. Thomas an der Anderson Mesa Station (IAU-Code 688) des Lowell-Observatoriums im Coconino County, Arizona entdeckt wurde. Beobachtungen des Asteroiden hatte es vorher schon am 2. April 1976 unter der vorläufigen Bezeichnung 1976 GA6 am Krim-Observatorium in Nautschnyj gegeben sowie am 8. und 9. September 1978 (1978 RQ16) am französischen Observatoire de Calern.
Der mittlere Durchmesser des Asteroiden wurde mit 21,008 km (± 0,265) berechnet. Er hat mit einer Albedo von 0,076 (± 0,014) eine recht dunkle Oberfläche, nach der SMASS-Klassifikation (Small Main-Belt Asteroid Spectroscopic Survey) wurde bei einer spektroskopischen Untersuchung von Gianluca Masi, Sergio Foglia und Richard P. Binzel, bei der Asteroiden nach den Spektralklassen C, S und V unterteilt wurden, (6174) Polybius den dunklen C-Asteroiden zugeteilt.
Der Asteroid gehört laut der AstDyS-2-Datenbank zur Inarradas-Gruppe, einer Familie von Asteroiden, die nach (3438) Inarradas benannt ist. Die Umlaufbahn von (6174) Polybius um die Sonne hat mit 0,2206 eine hohe Exzentrizität.
Die Rotationsperiode des Asteroiden wurde 2009 von Brian D. Warner und 2015 von Adam Waszczak, Chan-Kao Chang, Eran Ofek et al. untersucht. Die Lichtkurven reichten jedoch nicht zu einer Bestimmung aus.
(6174) Polybius wurde am 4. April 1996 nach dem antiken griechischen Geschichtsschreiber Polybios benannt, der durch sein Hauptwerk, die Historíai, berühmt wurde. Polybius ist die lateinische und englischsprachige Schreibweise seines Namens. Schon 1935 war ein Mondkrater der östlichen Mondvorderseite nach Polybios benannt worden: Mondkrater Polybius.